# Pont Rouelle
Pour les articles homonymes, voir Rouelle.
Le pont Rouelle, situé à Paris, enjambe la Seine entre le 15e arrondissement (situé sur la rive gauche du fleuve) et le 16e arrondissement, en passant par l'île aux Cygnes. Ce pont, uniquement ferroviaire (ou pont-rail), supporte la branche de la ligne C du RER assurant la liaison dite « Vallée de Montmorency - Invalides ».
Ce site est desservi par la station de métro Bir-Hakeim.

## Toponymie
Le pont tire son nom de la rue Rouelle, baptisée ainsi pour rendre hommage au chimiste français Guillaume-François Rouelle, qui est une voie du 15e arrondissement de Paris sensiblement dans l'axe du pont, sachant que la partie de la rue Rouelle située entre le no 47 du quai de Grenelle et le no 26 de la rue Émeriau a été nommée place de Brazzaville,.

## Historique

### Construction
Le pont Rouelle est construit à l'occasion de l'Exposition universelle de 1900. Les travaux commencent en novembre 1899 et s'achèvent le 15 mars 1900. Les travaux de charpentes métalliques sont réalisés par la Société de constructions de Levallois-Perret.

### Mise en service et désaffectation

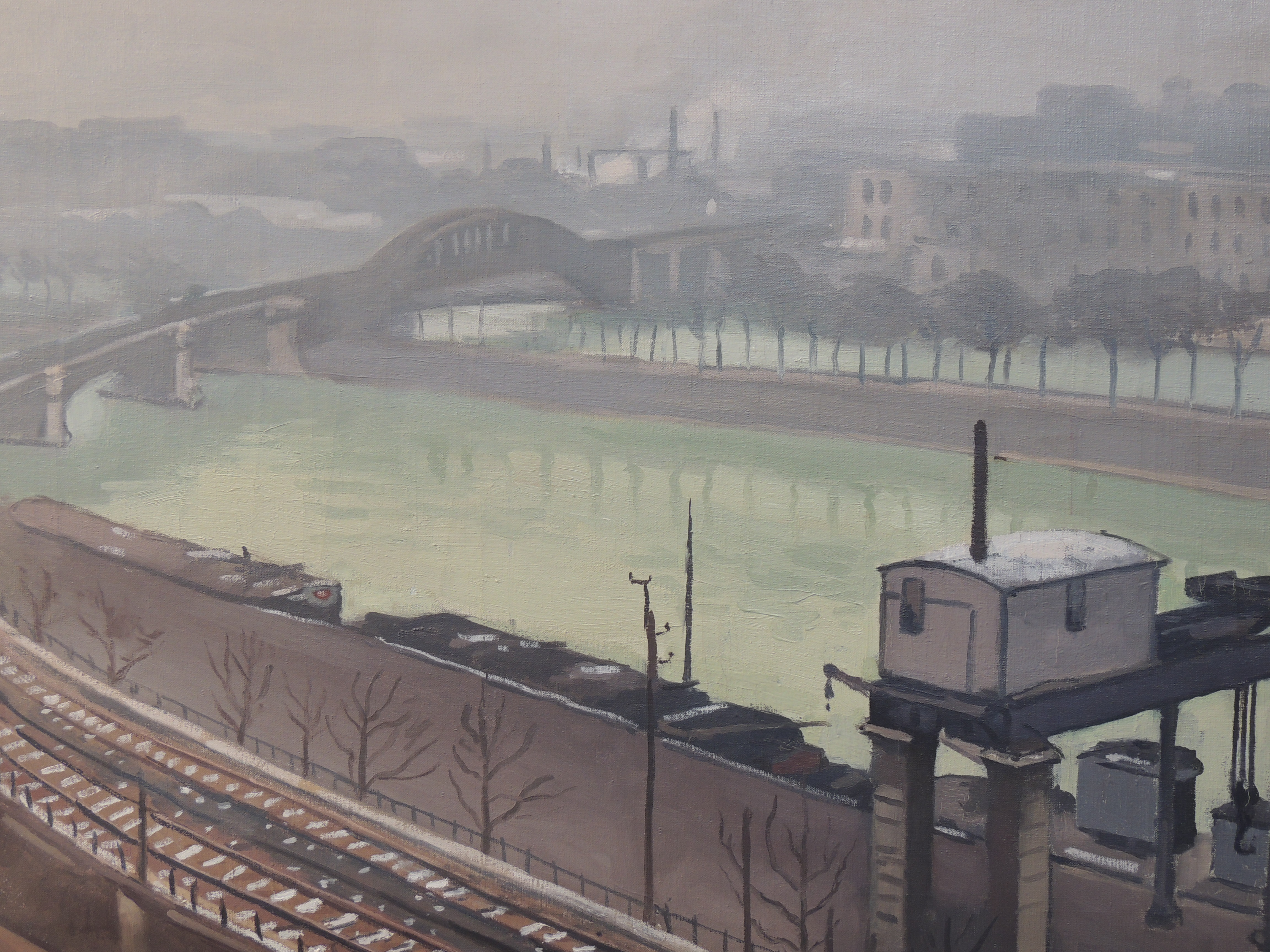
Albert Marquet, La Seine à Grenelle, peinture de 1922.

Le pont Rouelle est livré à la circulation ferroviaire le 12 avril 1900, trois jours avant l'ouverture au public de l'Exposition universelle de 1900. Au cours de celle-ci, plus de huit millions de voyageurs empruntent l'ouvrage. Cependant, l'affluence sur la ligne décroît rapidement au cours des deux décennies qui suivent : elle est alors fermée au transport de voyageurs le 1er juin 1924. Le pont Rouelle continue d'être emprunté par des convois de marchandises jusqu'en 1936. Ces activités de fret ferroviaire sont toutefois suspendues lors de l'Exposition universelle de 1937 et ne reprennent pas par la suite, si bien que le pont se trouve désaffecté.

### Réhabilitation

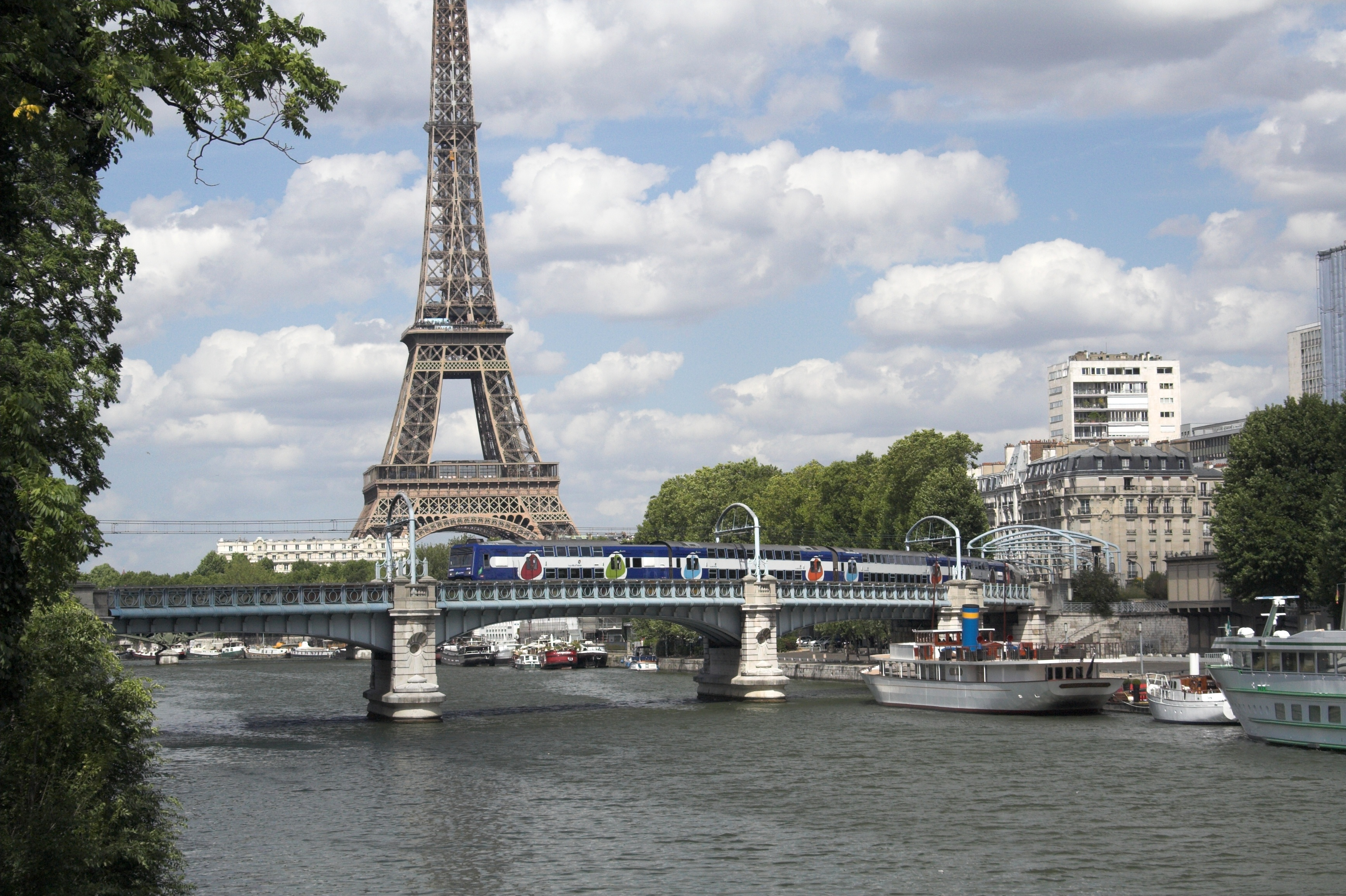
Une rame Z 20900 en livrée Transilien sur le pont Rouelle.

Au début des années 1980, le projet d'extension de la ligne C du RER au nord-ouest de la région parisienne (liaison Vallée de Montmorency - Invalides), replace le pont Rouelle au centre de l'attention de la SNCF, puisqu'il est envisagé de rouvrir la ligne à la circulation des trains de voyageurs.
L'ouvrage ferroviaire, et plus particulièrement ses éléments métalliques, font l'objet de visites d'inspection par les services techniques de la SNCF. Il ressort de ces expertises que le pont a souffert de la corrosion : le platelage, les garde-corps ainsi que les suspentes et les entretoises sont assez oxydés. Toutefois, les éléments principaux de la structure sont dans un état assez bon, ce qui laisse envisageable une réhabilitation.
Cette option, retenue par la SNCF, présente plusieurs avantages par rapport à une reconstruction : outre un intérêt patrimonial fort pour la ville de Paris, désireuse de préserver ces réalisations architecturales de la Belle Époque, les études menées par la SNCF montrent que la réhabilitation est moins coûteuse. Par ailleurs, une telle solution technique n'occasionne aucune gêne pour la navigation fluviale sur la Seine.
Les travaux sont exécutés de mars 1984 jusqu'à la fin de l'année 1985 par l'entreprise Eiffel Constructions Métalliques. Le grand viaduc est renforcé et un tablier identique à celui d'origine est mis en place. Pour le petit viaduc, tous les éléments métalliques sont repris, tandis qu'au tablier métallique originel succède un tablier mixte acier-béton. Le pont Rouelle, ainsi restauré, est inauguré le 14 septembre 1988.

## Caractéristiques
Le pont Rouelle est composé de plusieurs sections de natures différentes. Sur la rive droite, un ouvrage d'accès constitué de trois arches en maçonnerie surbaissées recoupe la voie Georges-Pompidou. Il amène au grand viaduc, lequel enjambe le bras droit de la Seine par un pont en arc à tablier intermédiaire, composé d'une seule arche métallique sans appui dans le fleuve, d'une portée de 85,712 m. Le franchissement de l'allée piétonnière de l'île aux Cygnes est assuré par une petite arche en maçonnerie de pierre, qui dégage une ouverture de 6,60 m. Enfin, le petit viaduc enjambe le bras gauche de la Seine par un pont en arc métallique à trois arches d'une portée allant de 28 à 28,38 m, reposant sur deux piles. Son tablier est de type mixte acier-béton.

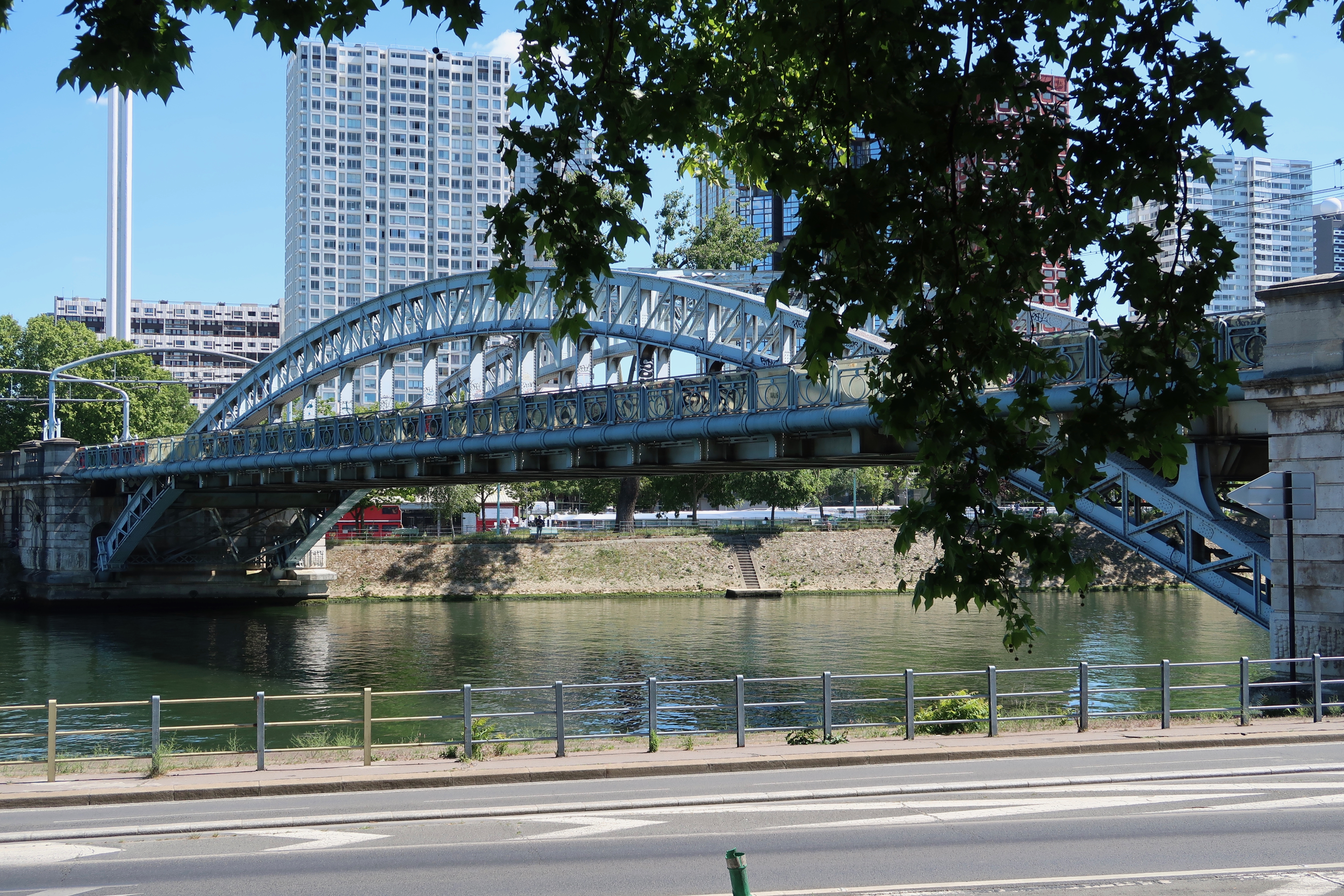
Partie du pont entre l'île aux Cygnes et le 16e arrondissement.
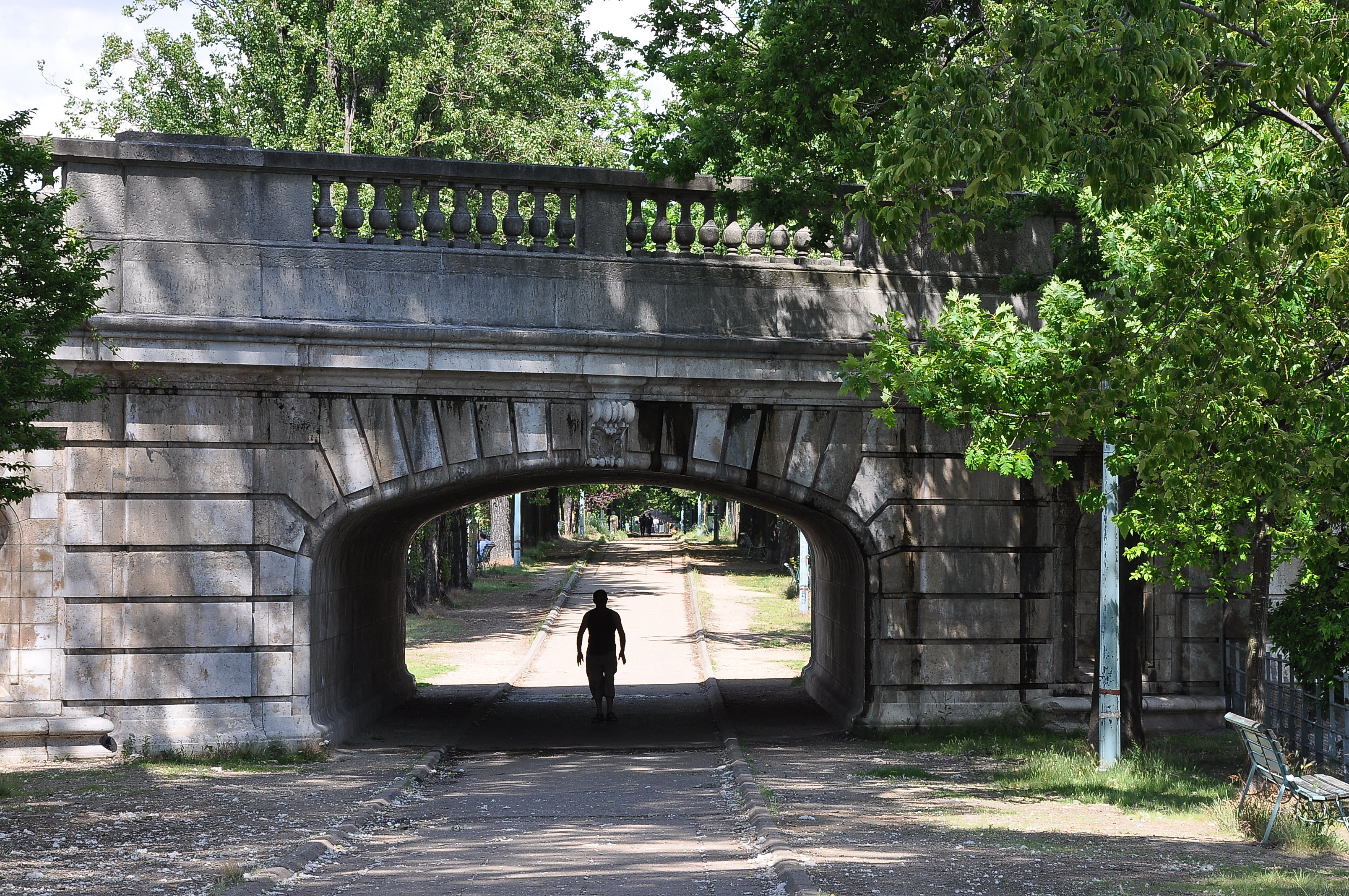
Le franchissement de l'île aux Cygnes.
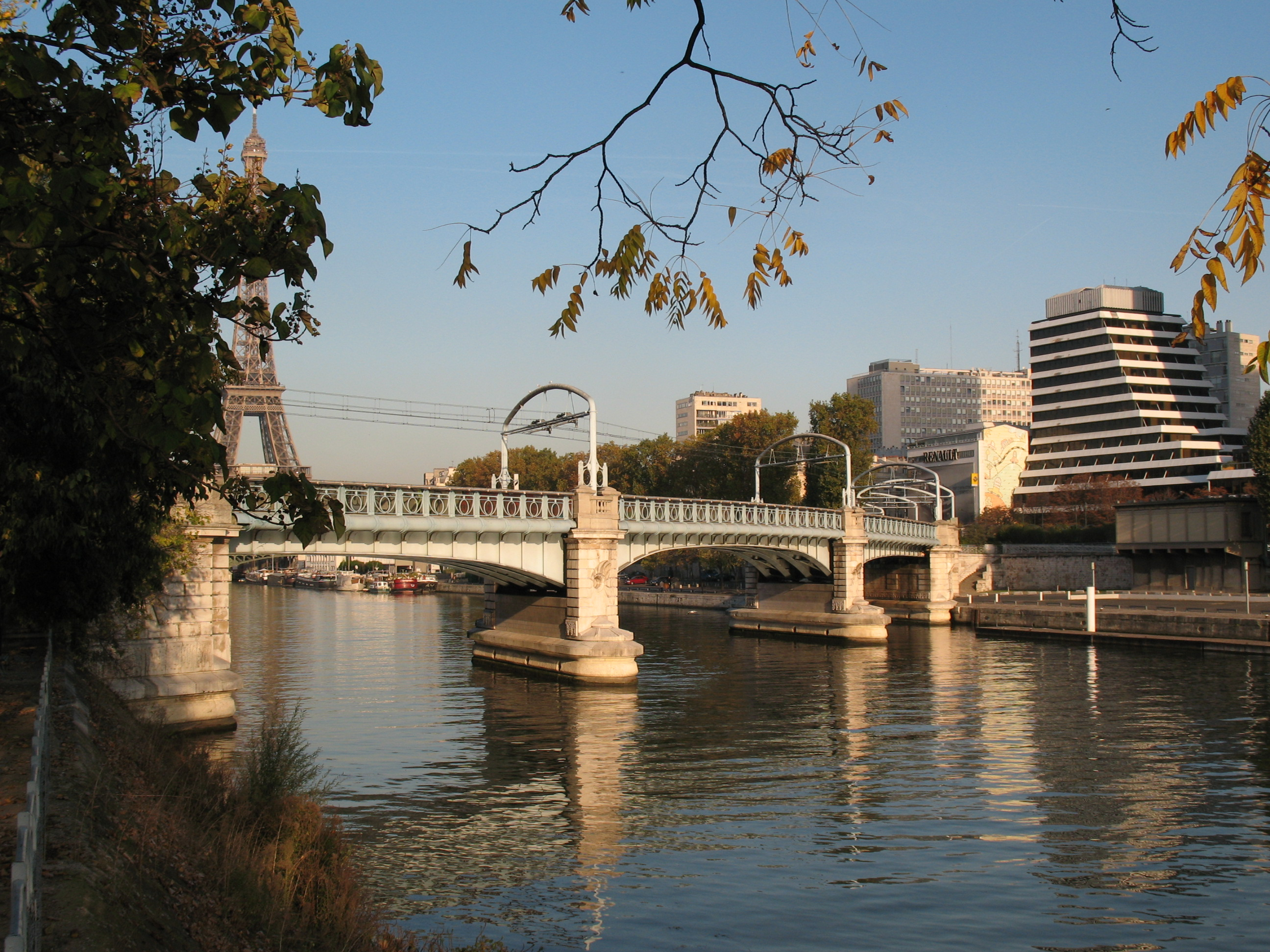
Le franchissement du bras gauche de la Seine.
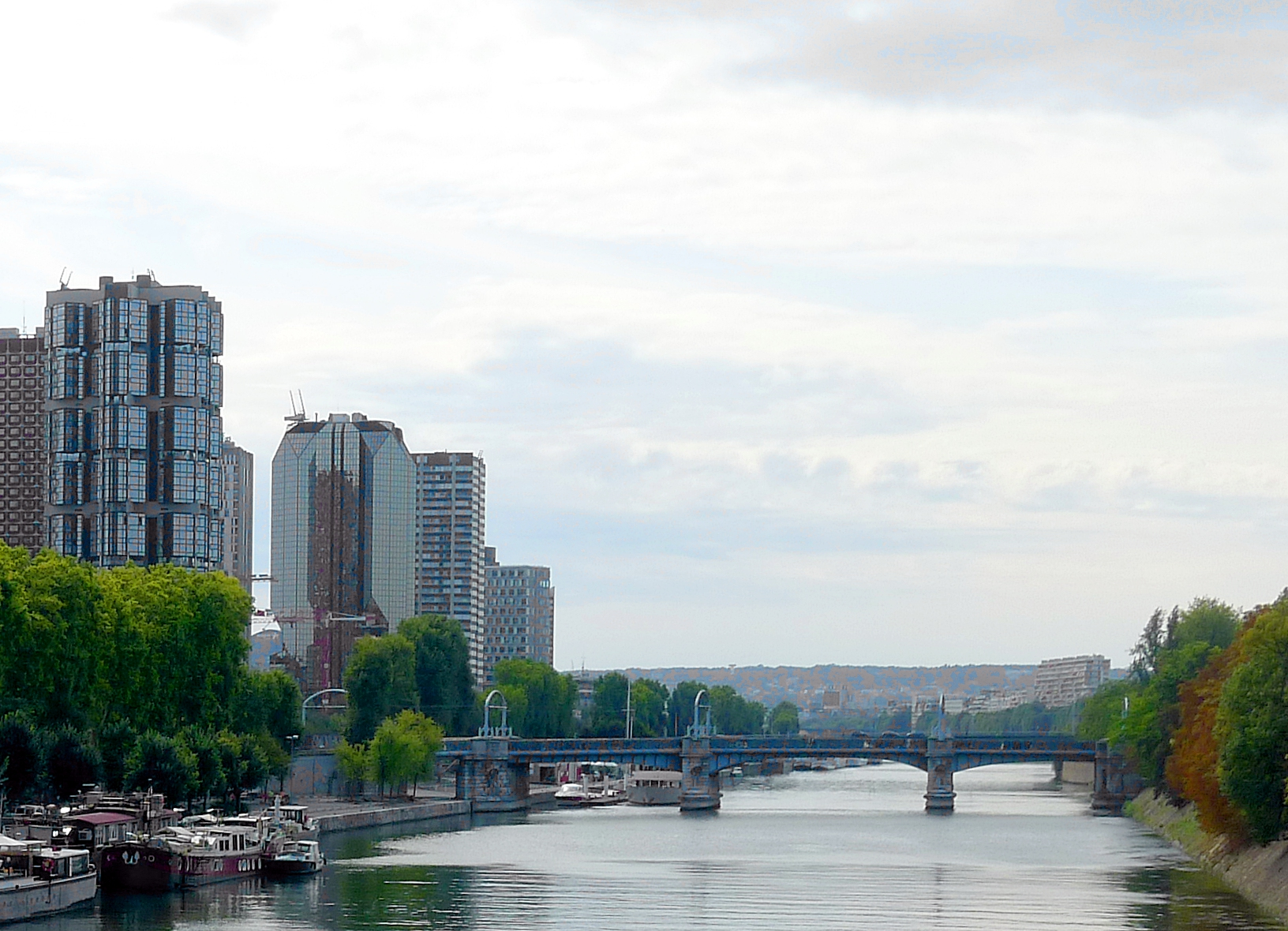
Pont Rouelle, partie entre le 15e (Front de Seine) et l'île aux Cygnes.
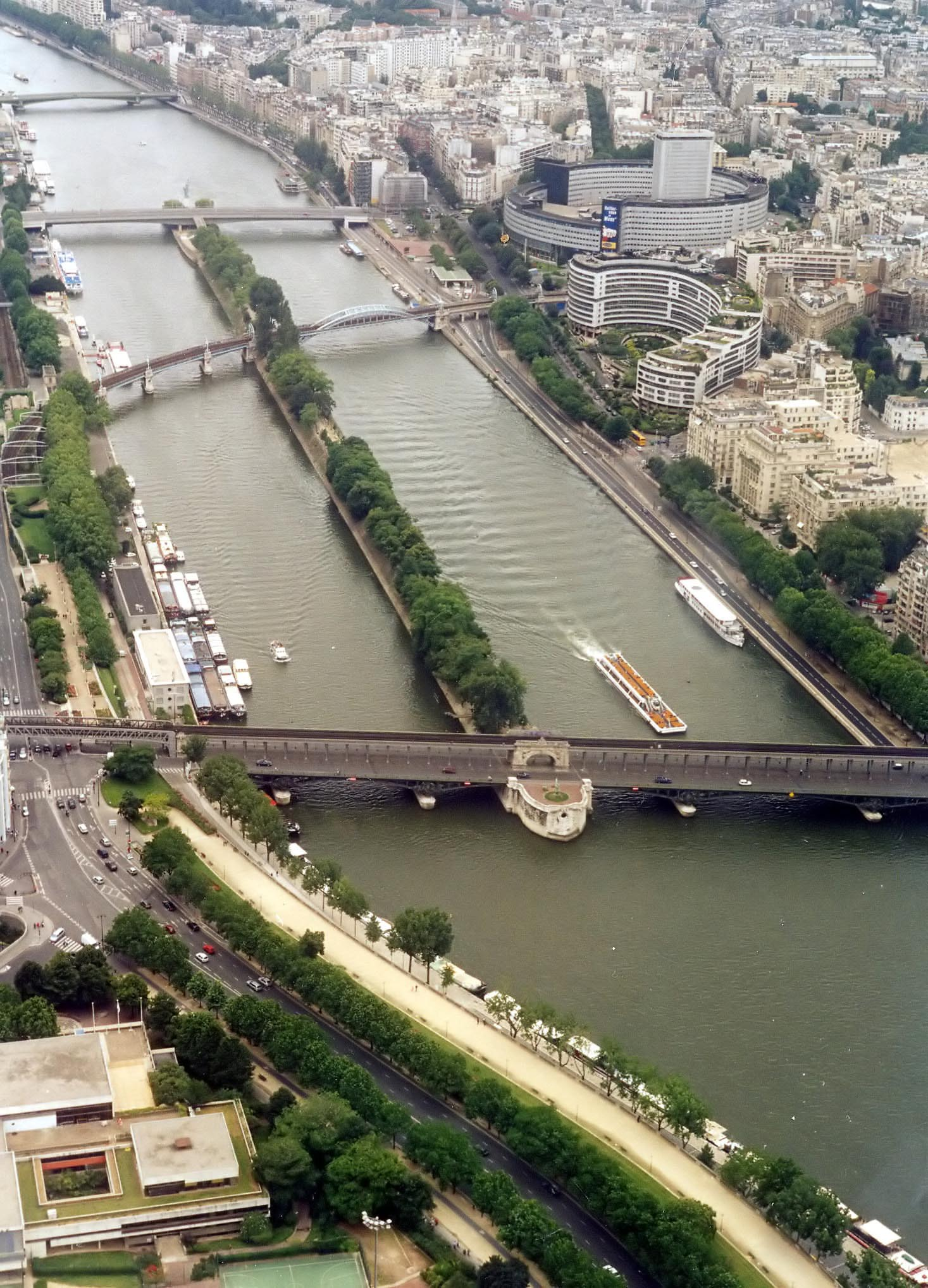
Le pont Rouelle, au deuxième plan.